# Lithocarpus brachystachyus
Lithocarpus brachystachyus Chun – gatunek roślin z rodziny bukowatych (Fagaceae Dumort.). Występuje naturalnie w południowych Chinach – w prowincjach Guangdong (na południowym zachodzie) oraz Hajnan. 

## Morfologia
PokrójZimozielone drzewo dorastające do 3–8 m wysokości.
LiścieBlaszka liściowa jest skórzasta i ma kształt od owalnego do owalnie eliptycznego. Mierzy 3–7 cm długości oraz 1–3 cm szerokości, jest całobrzega, ma asymetryczną nasadę i ostry lub ogoniasto spiczasty wierzchołek. Ogonek liściowy jest owłosiony i ma 5–10 mm długości.
OwoceOrzechy o kształcie od stożkowatego do kulistego, dorastają do 10–14 mm długości i 12–16 mm średnicy. Osadzone są pojedynczo w talerzowatych miseczkach, które mierzą 10–15 mm średnicy. Orzechy otulone są miseczkami do 35% ich długości.

## Biologia i ekologia
Rośnie w wiecznie zielonych lasach. Występuje na wysokości od 800 do 1500 m n.p.m. Kwitnie od października do listopada, natomiast owoce dojrzewają od sierpnia do października.